# Sant Julià d'Unarre

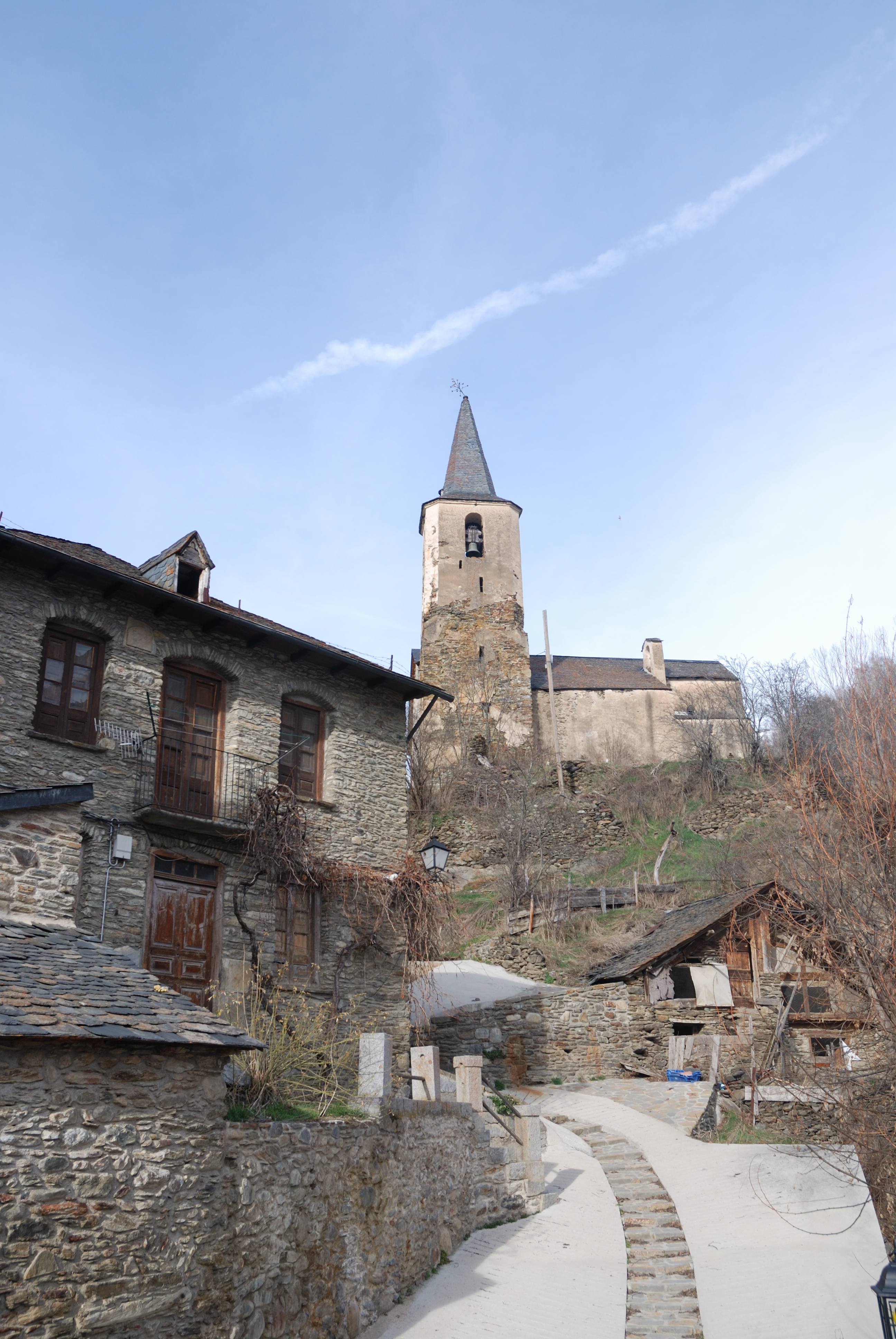
L'església de Sant Julià, a dins del poble d'Unarre

Sant Julià d'Unarre és l'església parroquial del poble d’Unarre, en el terme municipal de la Guingueta d'Àneu, a la comarca del Pallars Sobirà. Pertany al territori de l'antic terme d'Unarre. Està situat dins del nucli de població d'Unarre, enlairada dalt d'un penyal a l'extrem nord-est del poble.

## Descripció
Església situada a sobre d'un esperó rocós que quasi barra el pas al torrent. D'una sola nau, dividida en tres trams, capçalera rectangular orientada al sud-oest i capelles laterals. A la façana, al nord-oest, es troba la porta, a la qual s'accedeix pel recinte del cementiri. És d’arc apuntat, decorada amb una simple motllura i un guardapols que descansa sobre impostes. Sobre la porta hi ha una petita fornícula a l'interior de la qual es troba una estela amb una crucifixió romànica esculpida. Sobre la façana s'aixeca la torre campanar rematada per un airós capitell de pissarra. Coberta de llicorella a dues vessants.
Estela de la crucifixió. Alt relleu de forma quadrangular amb la part superior semicircular. Al centre es troba la figura de Crist crucificat, clavat amb tres claus a una creu que té quasi les mateixes dimensions que la figura. Vestit únicament amb un faldellí, mostra el cap inclinat a la seva dreta. A banda i banda, sota els braços de la creu es troben dos àngels agenollats sobre motius florals. A la part superior, a dreta i esquerra apareixen dos caps humans, el de l'esquerra barbat.
A l'altar major trobem un retaule de Sant Julià del segle xviii d'estil barroc en un bon estat de conservació.